# Perkebunan Aek Tarum
Perkebunan Aek Tarum is een bestuurslaag in het regentschap Asahan van de provincie Noord-Sumatra, Indonesië. Perkebunan Aek Tarum telt 3488 inwoners (volkstelling 2010).